# Шемина
Шемина (фр. Cheminas) насеље је и општина у источној Француској у региону Рона-Алпи, у департману Ардеш која припада префектури Турнон сир Рон.
По подацима из 2011. године у општини је живело 301 становника, а густина насељености је износила 32,06 становника/km². Општина се простире на површини од 9,39 km². Налази се на средњој надморској висини од 460 метара (максималној 563 m, а минималној 352 m).

## Демографија
| 1962. | 1968. | 1975. | 1982. | 1990. | 1999. | 2011. |
| ----- | ----- | ----- | ----- | ----- | ----- | ----- |
| 245   | 270   | 212   | 206   | 193   | 226   | 301   |

График промене броја становника у току последњих година